# R+V Betriebskrankenkasse
Die R+V Betriebskrankenkasse (R+V BKK) ist eine bundesweit geöffnete Betriebskrankenkasse mit Sitz in Wiesbaden. Als Teil der Gesetzlichen Krankenversicherung ist sie eine Körperschaft des öffentlichen Rechts mit Selbstverwaltung.

## Beschreibung
Ursprünglich wurde sie am 1. Januar 1992 als geschlossene Betriebskrankenkasse für die Mitarbeiter der R+V Versicherung AG gegründet. Seit dem 1. Januar 2002 ist sie bundesweit geöffnet.

## Mitgliederstruktur
Stand Ende 2009 hatte die R+V BKK genau 122.181 Versicherte, mit Stichtag 1. November 2013 genau 154.546 Versicherte und Ende 2018 rund 159.000 Versicherte.
Die R+V BKK richtet sich vor allem an die Mitarbeiter von Genossenschaftsbanken und allgemein an Mitarbeiter der genossenschaftlichen FinanzGruppe. Ca. 40 Prozent der Versicherten sind in der genossenschaftlichen FinanzGruppe Volks- und Raiffeisenbanken tätig.